# Pârteştii de Jos
Pârteştii de Jos é uma comuna romena localizada no distrito de Suceava, na região de Bucovina. A comuna possui uma área de 51.27 km² e sua população era de 2967 habitantes segundo o censo de 2007.